# La barca de Dante
La Barque de Dante o Dante et Virgile aux enfers (La barca de Dante o Dante y Virgilio en los infiernos) es una de las primeras pinturas del autor francés del Romanticismo Eugène Delacroix, y la que le dio a conocer. La pintura es un óleo sobre lienzo realizado en 1822, y en ella aparecen personajes del infierno de la obra La Divina Comedia de Dante Alighieri. En la actualidad está expuesto en el Museo del Louvre de París.
La obra de Delacroix está basada en el poema de época medieval Alighieri; concretamente, la obra de Delacroix representa el descenso al infierno y al purgatorio de Dante acompañado de Virgilio.
En el centro de la composición aparecen  de pie sobre el bote que los trasporta al infierno a su alrededor, distintas figuras se contorsionan en movimientos inverosímiles, el conjunto está completado por la figura de Flegias el guardián de la barca. La escena se desarrolla en la laguna Estigia la cual debe ser cruzada para llegar hasta el infierno, concretamente el escritor está representado en el Averno, lugar de sufrimiento eterno donde deben penar los coléricos. Al fondo podemos ver el infierno representado por la ciudad en llamas de Dite.
Dante aparece ataviado con una túnica blanca que se cubre con una capa verdosa y la cabeza tapada con una prenda roja. Su rostro muestra la repulsión al ver a los condenados, florentinos que pagan sus culpas con eternos sufrimientos, y en él podemos observar su mítica nariz aguileña. Virgilio por su parte está ataviado con una túnica marrón y en su cabeza porta una corona de laurel; el conjunto de la famosa barca está completado por la figura de Caronte quien trata de evitar que los condenados suban a la barca.
Es precisamente en estos hombres condenados en los que Delacroix muestra la gran maestría de su pintura. Son  que se retuercen en grandes escorzos, están desnudos y su sufrimiento es claramente perceptible en sus rostros que en ocasiones –fijémonos en la figura que trata de acceder a la barca por la esquina derecha- están desfigurados. Las figuras muestran influencia de las obras de , son personajes con gran musculatura, rostros expresivos y una fuerte carga dramática.
El pathos es el auténtico protagonista de la obra, la expresividad cobra vida en los pinceles de Delacroix y si quizás la composición es aún algo clasicista, la barca está situada en el centro de la obra y los personajes se arremolinan en torno a ésta, el dramatismo del conjunto es plenamente romanticista.
Las  más utilizadas son las terrosas que junto con la luz acentúan aún más ese dramatismo. El modelado de los cuerpos de los condenados es blando y está muy trabajado a través de la incidencia del foco luminoso.
Hoy la obra La Barca de Dante de Delacroix se encuentra en el Museo Louvre de Paris.